# Arnoldyści
Arnoldyści – zwolennicy Arnolda z Brescii (straconego w 1155 roku), o poglądach donatycznych i antyklerykalnych, usiłujący narzucić Kościołowi obowiązek apostolskiego ubóstwa. Ich wpływy we Francji przyczyniły się do powstania ruchu waldensów. 
Także – północnowłoski ruch lub prąd myślowy.